# Spiterstulen

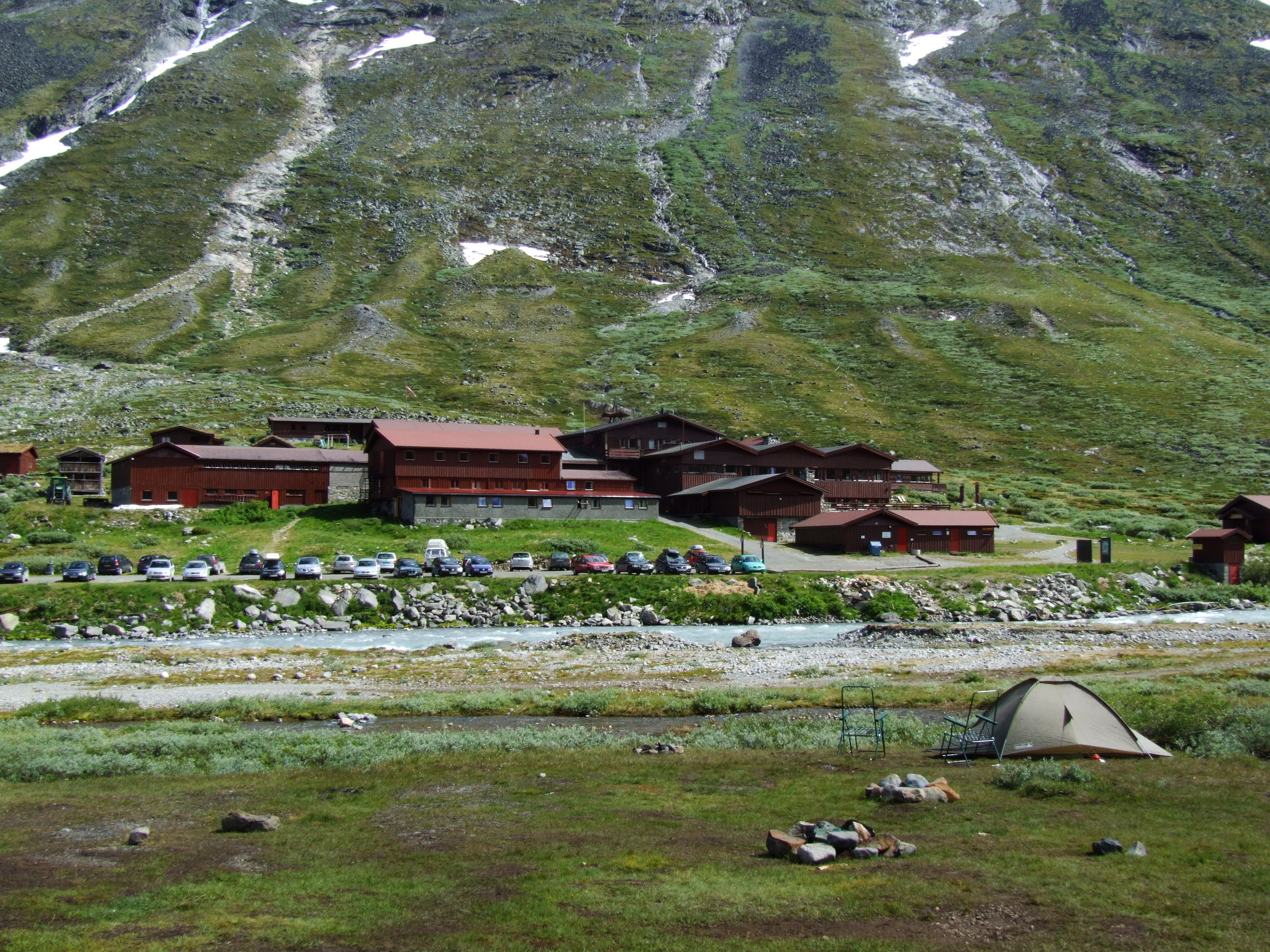
Spiterstulen – widok zza rzeki Visy

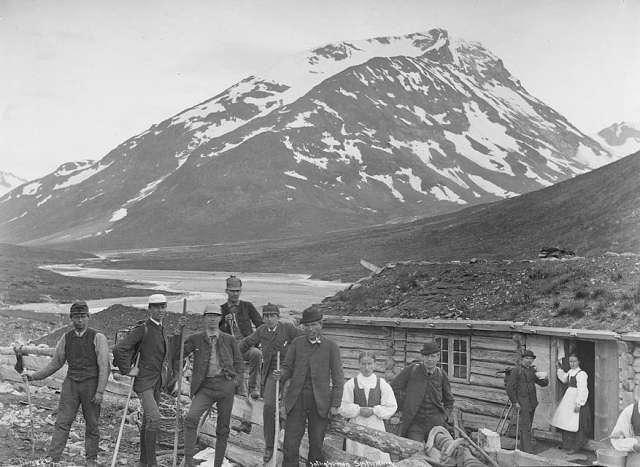
Turyści przed Spiterstulen – ok. 1880-1890

Spiterstulen – norweskie schronisko turystyczne położone w górach Jotunheimen, na wysokości 1104 metrów n.p.m., w dolinie Visdalen, nad rzeką Visą. Jest to popularne miejsce do rozpoczęcia wędrówek na najwyższy szczyt Skandynawii, Galdhøpiggen oraz Glittertind, drugi pod względem wielkości. W niedalekiej odległości od obiektu jest w sumie 17 szczytów przekraczających 2300 metrów n.p.m.
Do schroniska możliwy jest dojazd prywatną, górską drogą (odcinek drogi posiada asfalt i jest płatny 80NOK - po przyjeździe do schroniska). Turystów dowożą również autobusy z miasteczka Lom.
Jest to największe prywatne schronisko w górach Jotunheimen.

## Historia
Spiterstulen jest jednym z najstarszych schronisk w górach Jotunheimen. W XVIII wieku pojawiła się w tym miejscu chata pasterska. W 1836 Steiner Sulheim przebudował ją na pierwsze prymitywne schronisko, służące turystom i myśliwym. Prawdziwe schronisko turystyczne stanęło w 1881, kiedy to rozpoczęła się ekspansja turystyczna w okoliczne rejony górskie.
W 1910 wybudowano kolejne kilka innych budynków w surowym, górskim stylu. W 1926 przy schronisku stanęła skrzynka pocztowa, a pod koniec lat 30. XX wieku w miejscu dawnej chaty pasterskiej stanął nowy budynek główny. Ostatnia wielka przebudowa miała miejsce w 1978, kiedy zburzono stary budynek główny i wybudowano nowy, w stylu modernistycznym. Do dzisiaj ocalało kilka małych budynków z przełomu XIX i XX wieku.
Obecnie przez schronisko przewija się 20 tysięcy turystów rocznie.

## Wyposażenie schroniska
- 150 miejsc noclegowych (głównie 2- i 3-osobowych pokojach) w budynku głównym oraz kilku mniejszych,
- restauracja,
- sauna,
- 10 m basen,
- pokój konferencyjny,
- pola namiotowe z dostępem do toalet i natrysków,
- kuchnia turystyczna i jadalnia,
- suszarnia dla turystów,
- parking dla samochodów.

Schronisko organizuje wyprawy z przewodnikiem na najbliższe szczyty górskie. Sezon turystyczny w schronisku trwa od 1 marca do 1 maja oraz od 20 maja do 10 października.